# Ошенсайд (Калифорния)
Ошенсайд (англ. Oceanside) — третий по величине город в округе Сан-Диего, штат Калифорния, США. В городе проживает около 183 095 человек. Город расположен к югу от корпуса морской пехоты базы Кэмп-Пендлтон, военной базы Соединённых Штатов. Ошенсайд пережил значительный рост населения с 1970 года, когда его население составляло 45 000 человек. Бо́льшая часть территории города была построена в течение 1970-х и 1980-х годов.

## История

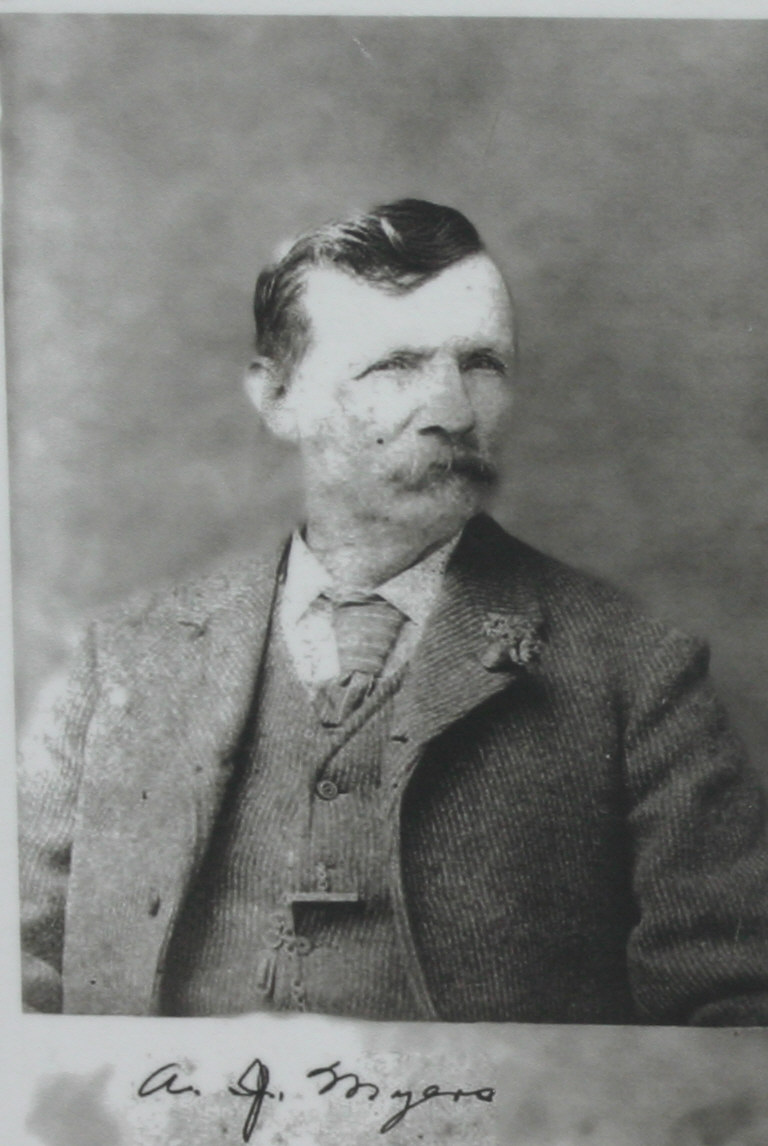
Эндрю Джексон Майерс, основатель Ошенсайда

Первые европейские исследователи прибыли сюда в 1769 году. Испанские миссионеры при отце Серре Хуниперо основали миссию Сан-Луис-Рей-де-Франция на месте бывшей индейской деревни Луисено на берегу Сан-Луис-Рей. В начале XIX века, введение земледелия и выпас скота изменили местный ландшафт. Территория, как и вся Калифорния была испанской, затем, с 1821 года здесь правили мексиканцы, а в 1848 году она была завоёвана США.
В конце 1850-х годов, Эндрю Джексон Майерс жил в Сан-Хоакин, штат Калифорния. Уроженец штата Иллинойс, он вернулся в конце 1880-х годов и жил на Сан-Луис-Рей. В 1882 году Майерс переехал на земли, где сегодня и стоит Ошенсайд. Документ на землю был подписан в 1883 году федеральным правительством. Датой основания считается 3 июля 1888 года. Мэрия с начала XXI века стоит на бывшей усадьбе Майерса.
В XX веке, в Ошенсайде появился городской пляж. Были построены жилые районы, центр города (1890-е годы), Южный Ошенсайд (1920-е и 1930-е годы). Эти дома представляют историческую ценность. С момента создания корпуса базы морской пехоты Кэмп-Пендлтон в 1942 году, Ошенсайд был домом для личного состава вооруженных сил и военной промышленности Второй мировой войны и в 1950-х годах здесь размещались объекты производства боеприпасов. После 1970 года, основное внимание к развитию Ошенсайда было приковано к пригородному развитию.

## География
Координаты Ошенсайда: 33°12′42″ с. ш. 117°19′33″ з. д. (33.211566, -117.325701).
В соответствии с Бюро переписи населения США, город имеет общую площадь 107,7 км². 105,1 км² - территория суши, а 2,5 км2(2,36 %) - акватория.

### Климат
Ошенсайд находится в полупустыне (по классификации климатов Кёппена BSh).
| Показатель                    | Янв. | Фев. | Март | Апр. | Май  | Июнь | Июль | Авг. | Сен. | Окт. | Нояб. | Дек. | Год   |
| ----------------------------- | ---- | ---- | ---- | ---- | ---- | ---- | ---- | ---- | ---- | ---- | ----- | ---- | ----- |
| Средний суточный максимум, °C | 17,8 | 17,8 | 18,3 | 18,9 | 20,6 | 22,2 | 23,3 | 22,8 | 21,7 | 20,0 | 18,3  | 17,8 | 23,0  |
| Средний суточный минимум, °C  | 7,2  | 8,3  | 10,6 | 13,3 | 15,6 | 17,2 | 17,8 | 16,1 | 13,3 | 9,4  | 8,9   | 7,2  | 12,1  |
| Норма осадков, мм             | 61,5 | 56,6 | 53,6 | 23,4 | 5,8  | 2,3  | 0,5  | 3,3  | 7,4  | 10,9 | 23,4  | 34   | 282,7 |
| Источник:                     |      |      |      |      |      |      |      |      |      |      |       |      |       |

## Демография

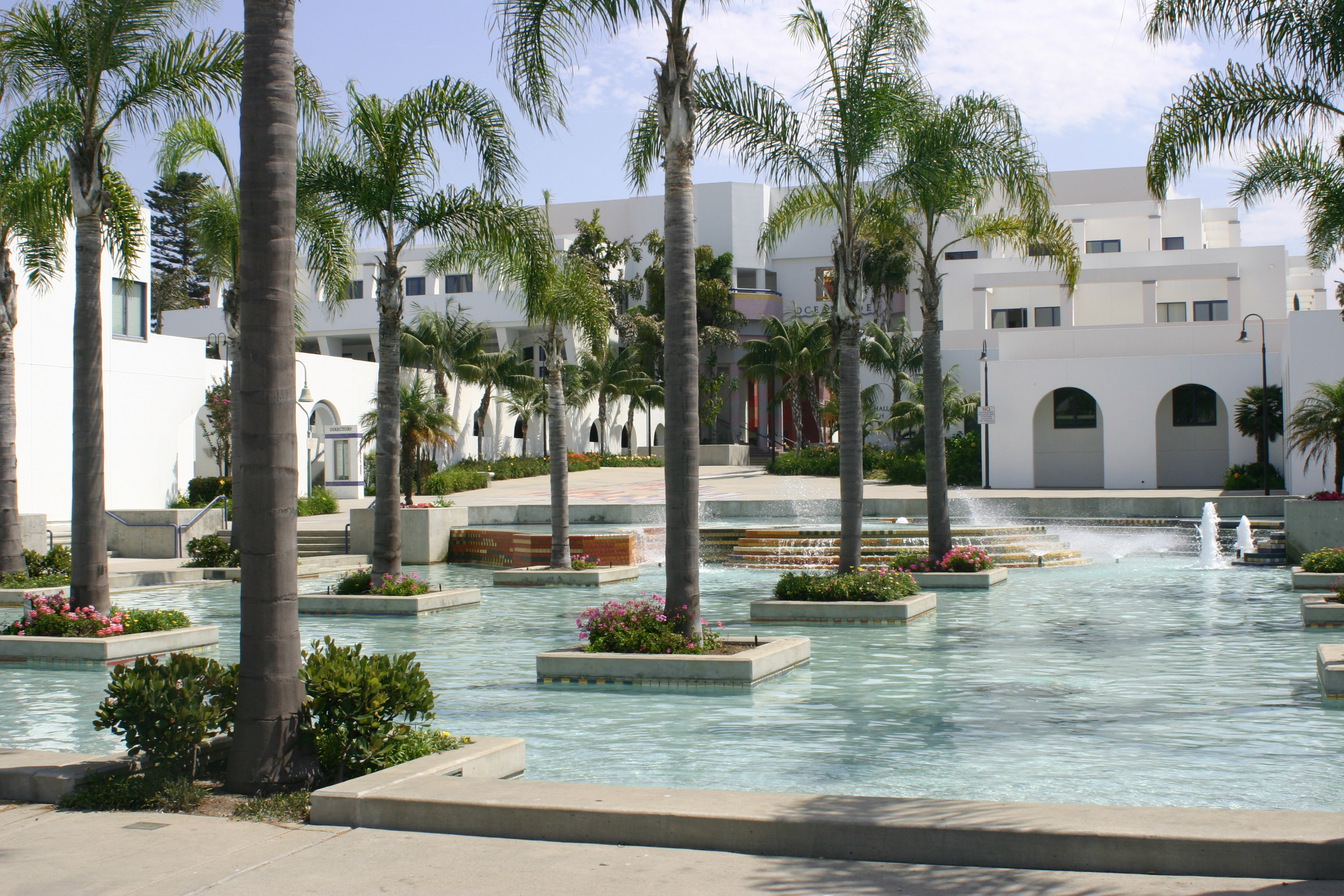
Ошенсайдский комплекс мэрии

По состоянию на 2000 год в городе насчитывалось 161 029 человек, 56 488 семей, и 39 259 семей, проживающих в городе. Плотность населения составляла 1531,7 чел./км². Существовало 59 581 единиц жилья.
В 2000 году насчитывалось 56 488 семей, из которых 35,0 % имели детей, проживающих с ними, 54,1 % были супружеской парой, живущие вместе.
Возрастное распределение Ошенсайда в 2000 году распределились следующим образом: 27,6 % в возрасте до 18 лет, 10,2 % с 18 до 24 лет, 31,0 % с 25 до 44 лет, 17,6 % от 45 до 64, и 13,6 % были в возрасте 65 лет или старше. Средний возраст составил 33 года. На каждые 100 женщин приходится 98 мужчин. На каждые 100 женщин возрастом 18 лет и старше насчитывалось 96,1 мужчин.
По оценкам  правительства Сан-Диего, средний доход семьи из Ошенсайда в 2005 году составил $61 792.

## Достопримечательности

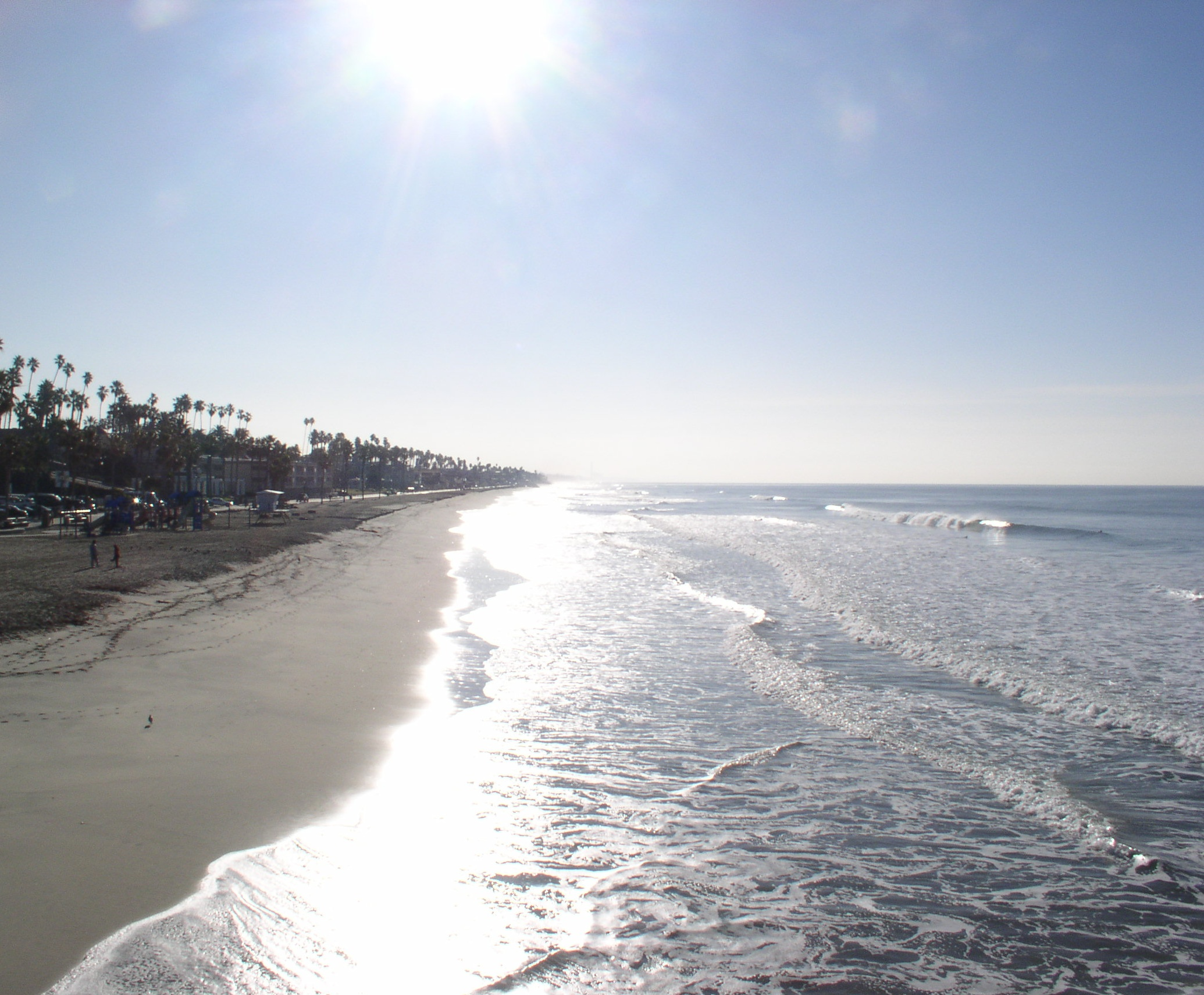
К югу от местного пирса

Ошенсайдский пирс

- Ошенсайддский пирс. Построен в 1888 году (реставрирован шесть раз), самый длинный деревянный пирс на западном побережье Соединенных Штатов, длиной 596 метров.
- Миссия Сан-Луис-Рей-де-Франция, одно из испанских представительств в Калифорнии.
- Здесь расположена одноэтажная дача из фильма Лучший стрелок, в котором снимался Том Круз.
- В Ошенсайде имеет большое значение Хэллоуин, празднование которого проводится каждый год. Проходят поездки, карнавалы, уличные ярмарки, выступают музыканты.
- Финальная сцена из фильма Добейся успеха была снята здесь, на пирсе.
- В 2009 году здесь был снят фильм To Save a Life.

## Города-побратимы
- Энсенада, Мексика
- Кисарадзу, Япония
- Фудзи, Япония
- Аана, Самоа